# 里什坦
里什坦（羅馬化：Rishtan）是乌兹别克斯坦東部費爾干納州的城市，距離州府費爾干納40公里，海拔高度480米，主要經濟活動是陶瓷業，2009年人口31,881。